# Недостатність мітрального клапана
Недостатність мітрального клапана (лат. Insufficientia valvulae mitralis) або мітральна недостатність — порушення функцій мітрального клапана, при якому кров надходить назад через мітральний клапан кожен раз при скороченні лівого шлуночка. У той час як лівий шлуночок викидає кров із серця в аорту, деяка частина крові повертається в ліве передсердя, збільшуючи в ньому об'єм крові і тиск. У наступній фазі роботи серця більша кількість крові з лівого передсердя поступає в лівий шлуночок, теж збільшуючи там об'єм крові і тиск. Це підвищує тиск у судинах, що йдуть від легень до серця, і в результаті в судинах легень виникає застій крові.

## Причини
Найпоширенішою причиною недостатності мітрального клапана перш був ревматизм, але сьогодні він рідко зустрічається в країнах, де добре розвинена профілактична медицина. У Північній Америці та Західній Європі, наприклад, лікування антибіотиками при стрептококовій ангіні значною мірою запобігає ревматизму, який в цих країнах є частою причиною недостатності мітрального клапана тільки у літніх людей, оскільки в часи їхньої молодості антибіотиків не існувало. Проте у багатьох країнах ревматизм все ще широко розповсюджений і є основною причиною недостатності мітрального клапана.
У Північній Америці та Західній Європі більш часто до недостатності мітрального клапана призводить інфаркт, який може пошкоджувати структури серця, що підтримують мітральний клапан, або міксоматозна дегенерація — стан, при якому клапан стає надмірно податливим.

## Симптоми
Недостатність мітрального клапана легкого ступеня не завжди проявляється якими-небудь симптомами. Стан може бути розпізнано тільки в тому випадку, якщо лікар при вислуховуванні стетоскопом зауважує характерний серцевий шум, викликаний надходженням крові назад у ліве передсердя, в момент скорочення лівого шлуночка.
Лівий шлуночок повинен качати більшу кількість крові, щоб прийняти той її додатковий обсяг, який повертається назад у ліве передсердя. Тому лівий шлуночок поступово збільшується, і в результаті посилюється кожне сердечне скорочення. Гіпертрофія шлуночка може викликати відчуття серцебиття (посилених серцевих скорочень), особливо коли людина лежить на лівому боці.
Ліве передсердя також збільшується, щоб вмістити додаткову кров, що поступає назад зі шлуночка. Значно збільшене передсердя часто починає скорочуватися дуже швидко, неправильно і дезорганізувати внаслідок фібриляції передсердь. Це порушення ритму зменшує помпову функцію серця. Передсердя в стані фібриляції тільки тремтять, а не скорочуються, і відсутність нормального кровотоку сприяє утворенню тромбів. Якщо такий тромб відривається, він викидається із серця і може блокувати артерію, що тягне за собою інсульт або пошкодження інших органів.
Виражена регургітація може призводити до значного навантаження серця і розвитку серцевої недостатності, яка проявляється кашлем, задишкою і набряками. Поверхні пошкоджених серцевих клапанів сприйнятливі до інфекцій, тому виникає небезпека інфекційного ендокардиту.

## Діагностика
Лікар, як правило, розпізнає недостатність мітрального клапана за характерним шумом. Цей звук вислуховується через стетоскоп у момент, коли скорочується лівий шлуночок. Електрокардіографія (ЕКГ) і рентгенологічне дослідження грудної клітки показують, що лівий шлуночок збільшений. Найбільш інформативне дослідження — ехокардіографія (метод, що використовує ультразвукові хвилі). Він дозволяє отримати зображення дефектного клапана і оцінити тяжкість ушкодження.

## Лікування
Якщо регургітація виражена, відновлювальна операція на клапані або його заміна повинні бути здійснені перш, ніж зміни лівого шлуночка стануть незворотніми. Операція може полягати у відновленні пошкодженого клапана (вальвулопластика) або заміні його на механічний. Відновлення клапана усуває регургітацію або зменшує її в достатній мірі, щоб пом'якшити симптоми і запобігти подальшому пошкодженню серця. Механічні клапани зазвичай ефективні, але вони збільшують ризик утворення тромбів, так що пацієнти змушені постійно приймати антикоагулянти, щоб зменшити цей ризик. Якщо при протезуванні клапан пошкоджується, він повинен бути негайно замінений.
Фібриляція передсердь також може вимагати лікування. Такі ліки, як бета-адреноблокатори, дігоксин та верапаміл (ізоптин), зменшують частоту серцевих скорочень і дозволяють контролювати перебіг аритмії.